# El Paso (Wisconsin)
El Paso é uma cidade no Condado de Pierce (Wisconsin) . Possui uma população de 800 pessoas no censo de 2002.

## Geografia
A cidade tem uma área total de 35,1 quilômetros quadrados,sendo toda a área de terra.